# Thule-Gesellschaft

Logo

Het Thule-Gesellschaft is een door Rudolf von Sebottendorf gestichte ariosofische en occulte organisatie in München, in november 1918. Het genootschap stond aan de wieg van de Deutsche Arbeiterpartei (DAP), de voorloper van Hitlers NSDAP en de Völkischer Beobachter, de belangrijkste nationaalsocialistische krant. Nazikopstukken zoals Rudolf Hess, Heinrich Himmler en Alfred Rosenberg vonden in deze loge heel wat inspiratie.

## Ontstaansgeschiedenis

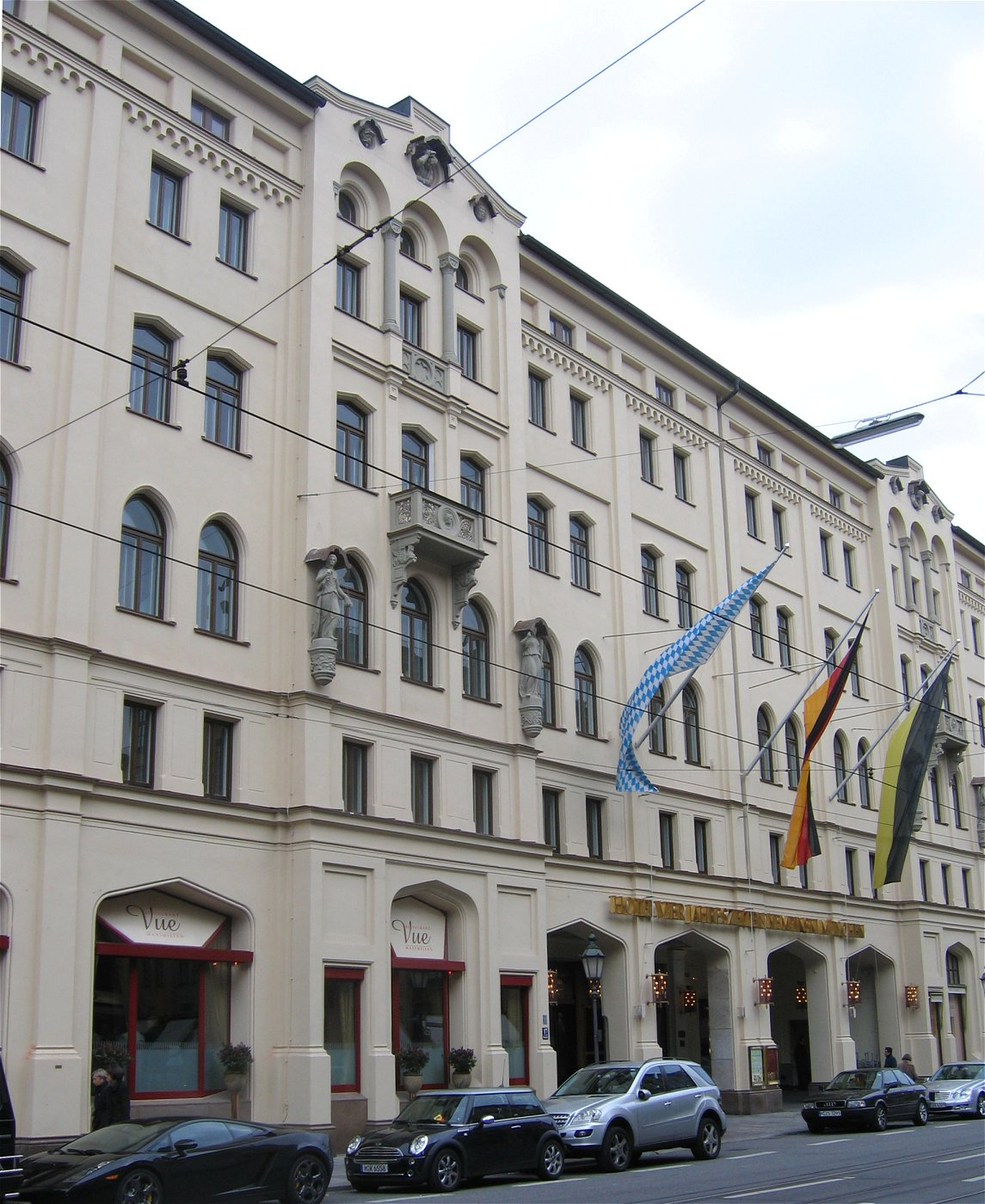
Hotel Vier Jahreszeiten

De term Thule is ontleend aan het uit de oudheid bekende Ultima Thule, het uiterste Noorden, verwijzend naar de noordpoolcirkel waar de zgn. hyperboreaanse volkeren woonden.
De Thule Gesellschaft kwam voort uit de loge van de Germanenorden Walvater van de Heilige Graal. Oorspronkelijk was het Thule Genootschap een 'Duitse studiegroep' onder Walter Nauhaus, een gewonde WOI veteraan, daarna kunststudent, uit Berlijn, die de afstammingen bijhield van de Germanenorden, een geheim genootschap, dat was gesticht in 1911. In 1917 verhuisde Nauhaus naar München en zijn Thule Genootschap werd de dekmantel van de Münchener tak van de Germanenorden. De Germanenorden splitste zich. In 1918 nam Rudolf von Sebottendorf, het nieuwe hoofd van de Beierse provincie van de Germanenorden Walvater van de heilige Graal, contact met hem op en het Thule Genootschap werd nu de dekmantel voor de Germanenorden Walvater, formeel gewijd op 18 augustus 1918. 
Zo'n 1500 Duitsers waren uiteindelijk lid van de Thule Gesellschaft. De organisatie zelf was geformeerd als een vrijmetselaarsloge en dankzij het aanzienlijke kapitaal van Sebottendorf kon men vergaderen in het prestigieuze hotel Vier Jahreszeiten in München. Als embleem koos het genootschap het hakenkruis (swastika).

## Ideologie
In hun zoektocht naar de oorsprong van het superieur gewaande Arische ras beschouwden de archeologen (waaronder Karl Haushofer) van de Thule Gesellschaft het mythische Ultima Thule als het Noordse equivalent van Plato's hoogontwikkelde, maar verdwenen beschaving van Atlantis. Volgens ariosoof Lanz von Liebenfels zou Thule bewoond zijn geweest door een hyperboreaans ras van supermensen die door middel van magische krachten verbonden waren met de kosmos. Volgens het genootschap kon men via geheime rituelen contact krijgen met de overgebleven 'Ouden' of 'Meesters' van deze beschaving, maar deelden ze hun kennis alleen maar met mensen van 'zuiver' Arisch bloed, met name 'bloed dat nog niet was aangetast door lagere rassen zoals Joden en Afrikanen'.
De bedoeling was om het Duitse vaderland te redden en een nieuw ras van Noordse Arische Atlantiërs te vestigen, waarna de nieuwe Messias (volgens sommigen Hitler) zou verschijnen om zijn volk te leiden.
De Thule Gesellschaft was niet alleen duidelijk antisemitisch en racistisch, maar ook militant anticommunistisch. Na een mislukte poging in december 1918 om de Beierse socialistische premier Kurt Eisner te ontvoeren, smeedde het genootschap na de Beierse Revolutie van april 1919 plannen om de Münchense communistische Beierse Radenrepubliek ten val te brengen. Maar de communisten waren hen voor en wanneer op 26 april 1919 communistische milities het Thule- hoofdkwartier binnenvallen worden zeven Thule-leden gegijzeld en vier dagen later geëxecuteerd. Onder hen Walter Nauhaus, gravin Heila von Westarp en prins Gustav von Thurn und Taxis.

## Invloed

#### NSDAP
In januari 1919 zocht een prominent lid van de Thule-Gesellschaft, Karl Harrer contact met de Politischer Arbeiterzirkel van Anton Drexler. Dankzij de (beperkte) financiële steun van de  Thule-Gesellschaft kon men reeds op 5 januari 1919 de Deutsche Arbeiterpartei oprichten. Datzelfde jaar werd Adolf Hitler lid van deze partij en vormde die in 1920 om tot de NSDAP.

#### Völkischer Beobachter
De Thule-Gesellschaft kocht in 1918 het plaatselijke weekblad de Münchner Beobachter en veranderde de naam in 1919 in Völkischer Beobachter om de oplage te verhogen. In 1920 werd het tijdschrift, op initiatief van Dietrich Eckart, opgekocht door de NSDAP en werd het de officiële partijkrant.

## Prominente leden
Prominente leden van de Thule-Gesellschaft waren:
- Rudolf von Sebottendorf
- Dietrich Eckart[bron?]
- Karl Harrer[2]
- Alfred Rosenberg[bron?]
- Gottfried Feder[bron?]
- Rudolf Hess
- Jörg Lanz von Liebenfels[bron?]
- Julius Friedrich Lehmann

## Na 1945
De Thule-Gesellschaft inspireerde het naoorlogse Thule Seminar, een groepering van rechts-extremistische intellectuelen onder leiding van Pierre Krebs. Het Thule Seminar gebruikt een aan de Arische mythologie ontleende zwarte zon als symbool. De groepering wordt tot Nieuw Rechts (o.a. Nation und Europa, Junge Freiheit) gerekend.
In obscure neonazistische partijtjes en groeperingen is een uitgebreide mythologie ontstaan over de "geheime wetenschap" die het Thule-Gesellschaft voor en tijdens de oorlog onder supervisie van Heinrich Himmlers SS ontwikkeld zou hebben zoals antizwaartekracht en nazi-ufo's.

## Trivia
Een computerspel van ID software (Wolfenstein) speelt met het idee dat de nazi's de zwarte zon van de Thule als een energiebron gebruiken om zo de wereld over te nemen.